# Beteta (Cuenca)
Beteta ist ein Ort und eine zentralspanische Gemeinde (municipio) mit 235 Einwohnern (Stand: 2024) im Norden der Provinz Cuenca in der Autonomen Region Kastilien-La Mancha. 

## Lage und Klima
Beteta liegt auf der Westseite des Iberischen Gebirges in einer Höhe von ca. 1210 m. Der Flugplatz Aerodromo de Beteta befindet sich etwa vier Kilometer südlich der Ortschaft. Die Provinzhauptstadt Cuenca befindet sich gut 57 Kilometer (Fahrtstrecke) südlich. Das Klima im Winter ist gemäßigt, im Sommer dagegen warm bis heiß. Regen (693 mm/Jahr) fällt das ganze Jahr über.

## Bevölkerungsentwicklung
| Jahr      | 1970 | 1981 | 1991 | 2001 | 2011 | 2021 |
| Einwohner | 510  | 482  | 443  | 432  | 340  | 223  |

## Sehenswürdigkeiten

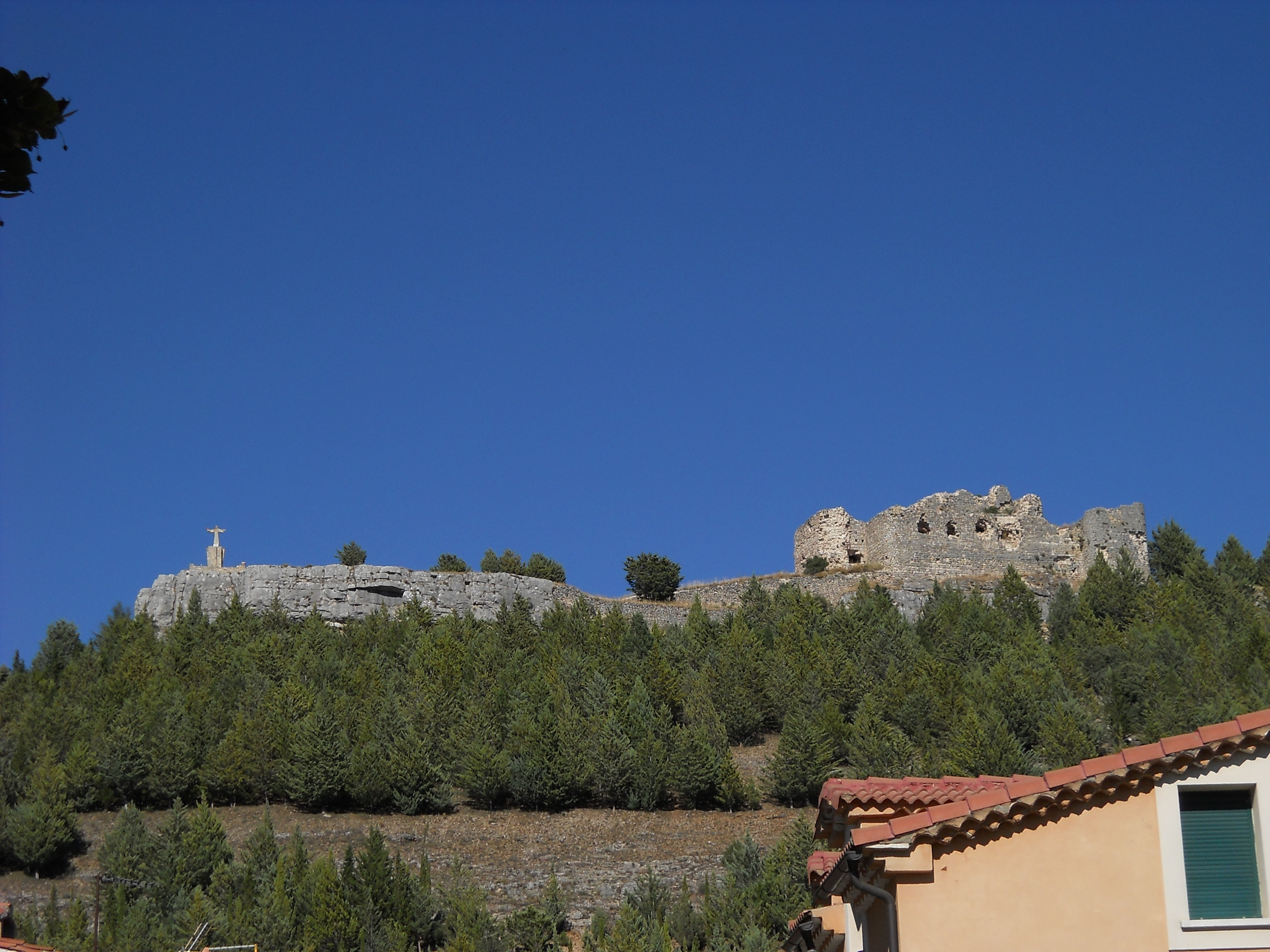
Burgruine von Rochafrida
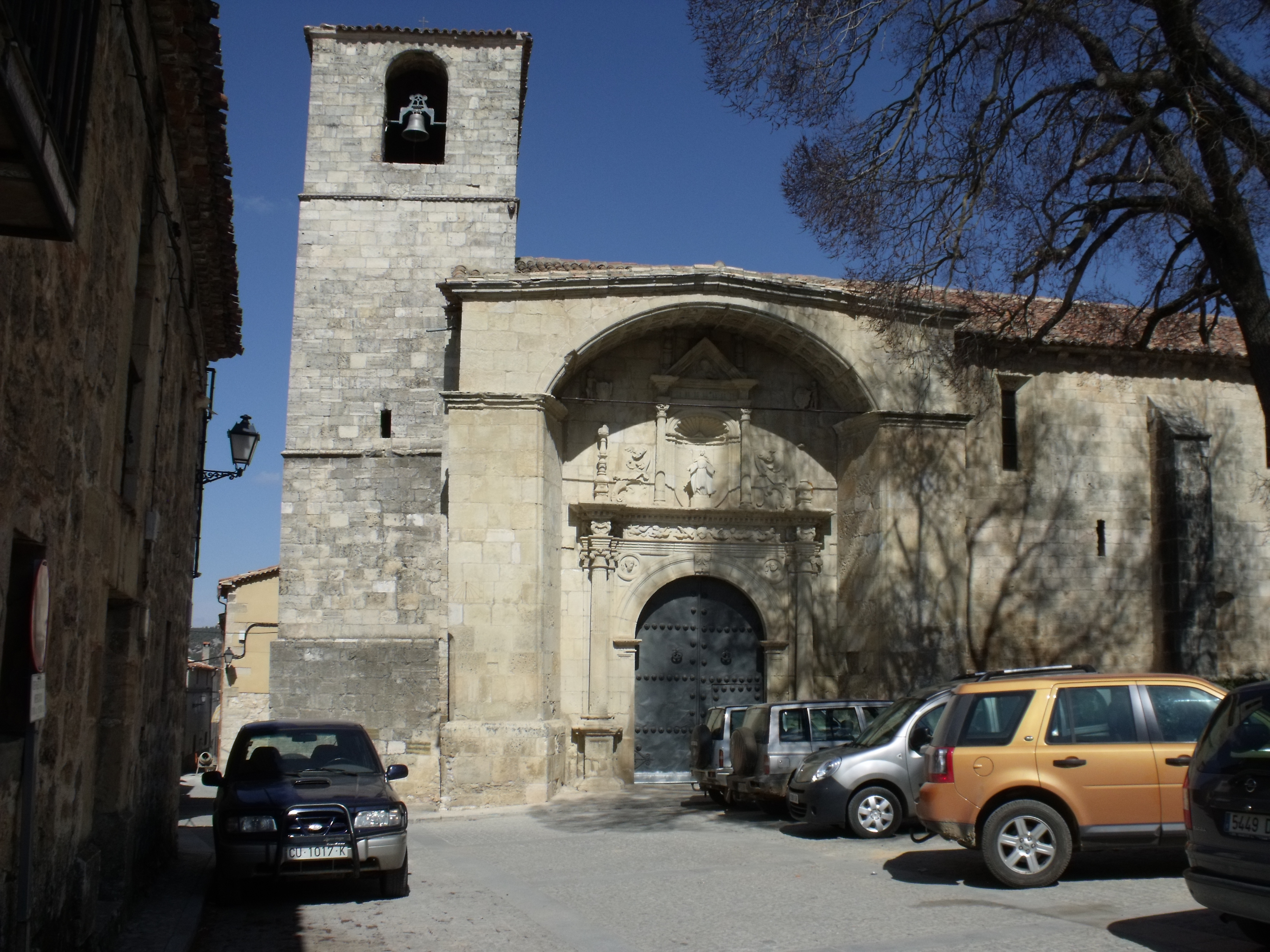
Kirche Mariä Himmelfahrt
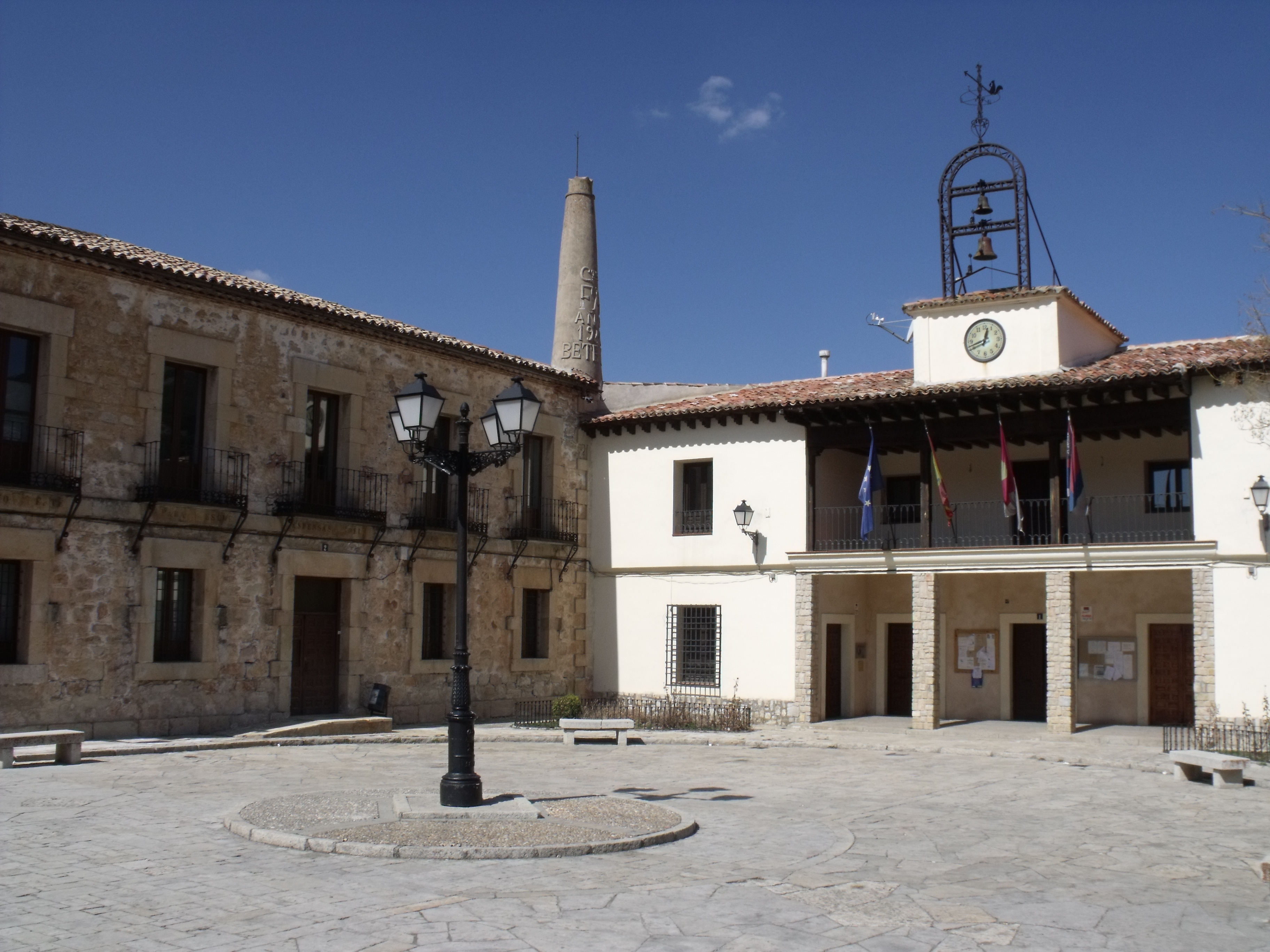
Rathaus

- Burgruine von Rochafrida
- Kirche Mariä Himmelfahrt
- Rathaus